# 渡邊嘉一

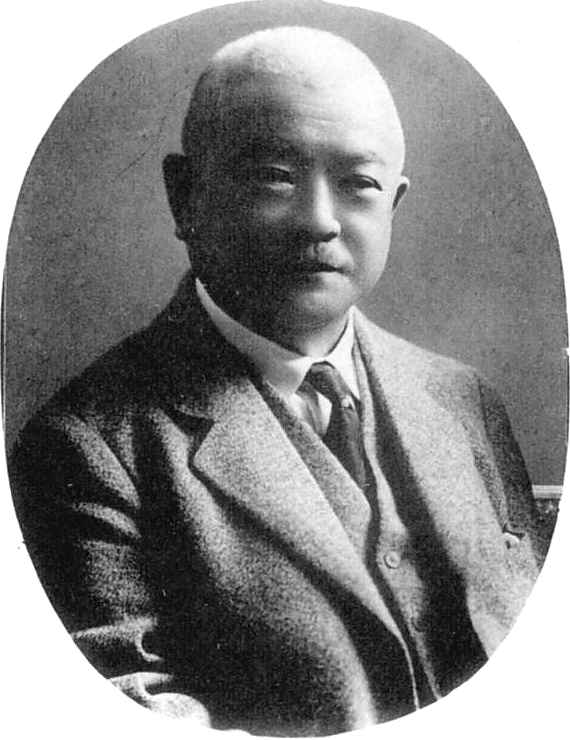
渡邊嘉一

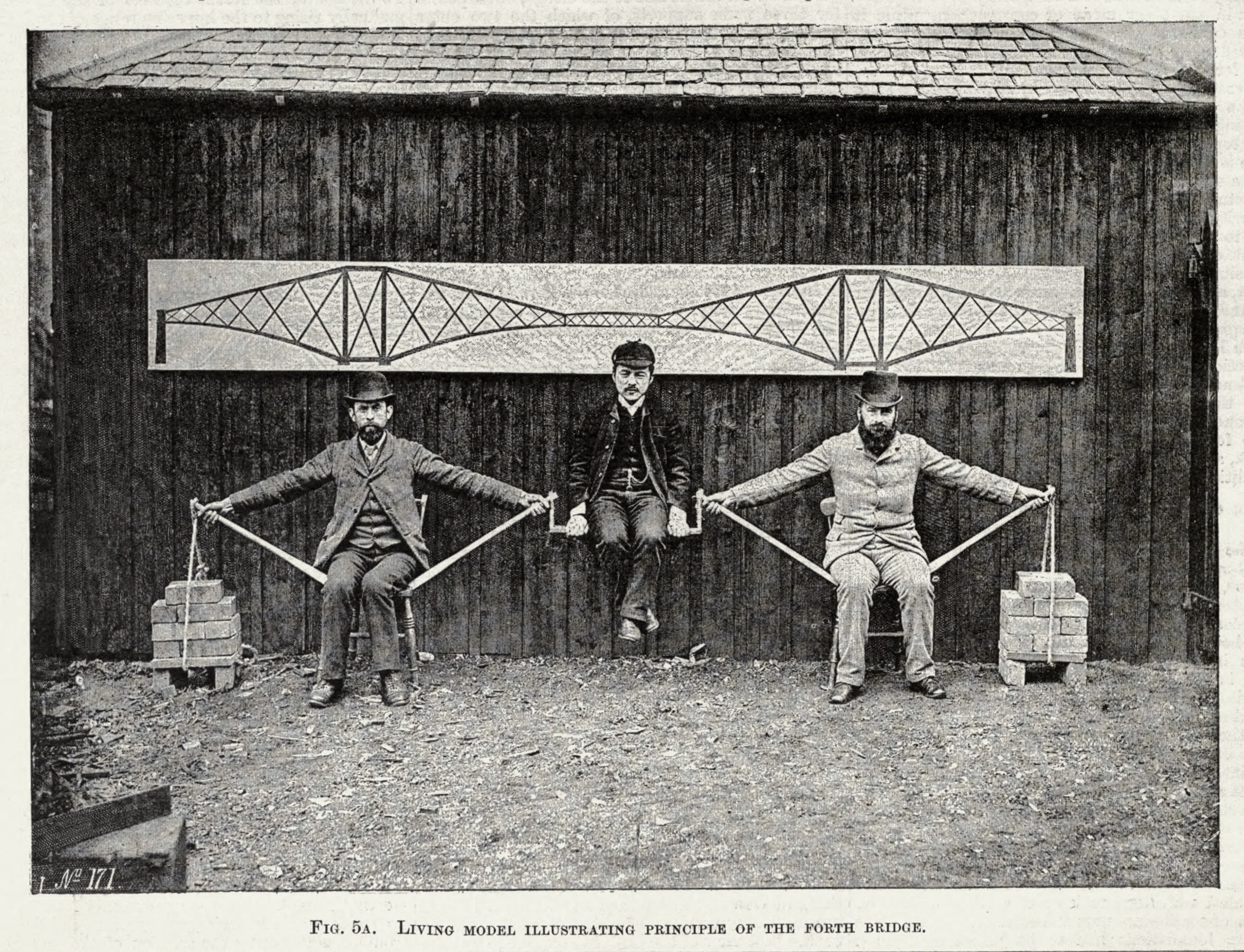
カンチレバー橋の原理の実演。右から、ジョン・ファウラー、渡邊嘉一、ベンジャミン・ベイカー。

渡邊 嘉一（わたなべ かいち、1858年3月22日（安政5年2月8日） - 1932年12月4日）は、日本の土木技術者・実業家。日本土木史の父と呼ばれる。旧姓、宇治橋。

## 生涯・人物
信濃国上伊那郡平出村（後の朝日村、現・辰野町）にて、宇治橋瀬八の次男として生まれる。開智学校を経て、1877年に上京し、工部大学校（現・東京大学工学部）予科を経て、同校土木科に官費入学。在学中、24歳の時、大鳥圭介に才能を買われ、1882年、大鳥の仲介により海軍機関総督横須賀造船所長渡邊忻三の長女の婿養子となる。
1883年、同校を首席で卒業後、工部省に技師として入省し鉄道局に勤務。1884年、退官して英国グラスゴー大学に留学し土木工学を専攻、1886年に工学士の学位を取って卒業。「サー・ジョン・ファウラー及びサー・ベンジャミン・ベイカー工務所」で技師となり、その後4年間、カンチレバー形式によるフォース鉄道橋の建築工事に監督係として参画。この時にジョン・ファウラーとベンジャミン・ベイカーと三人で一緒にカンチレバー構造の原理を実演した写真は有名で、この写真は2007年発行のスコットランド銀行の20ポンド紙幣に小さくではあるが載せられている。29歳の時、英国土木技師学会の会員となる。
1888年に米国経由で日本へ帰国し、日本土木株式会社に入社、技師部長として鉄道建設の監督にあたったほか、さまざまな鉄道会社で技師長として鉄橋建設に関与。39歳の時、石油や重油の残滓を利用して機関車の燃費を大幅に向上させる燃焼器の発明で特許を取得。1899年、工学博士。
京阪電気鉄道、東京電気鉄道、奈良電気鉄道、京王電気軌道、北越鉄道、朝鮮中央鉄道（朝鮮鉄道の前身会社の一つ）、参宮鉄道などの経営に参画したほか、関西瓦斯社長、東京月島鉄工所社長、東洋電機製造社長などを歴任。54歳で東京石川島造船所（現・IHI）社長に就任。第7代帝国鉄道協会会長。勲五等。胃癌で死去。
関係した会社のうち、京阪電気鉄道では1906年（明治39年）11月の同社設立に際して初代専務取締役に就任。1910年（明治43年）の開業後、同年6月の職制改訂により初代取締役会長となるが、翌1911年（明治44年）1月に会長を辞任した。 その後1931年（昭和6年）10月まで取締役に在任。この間、京阪電気鉄道が設立に参加した電力会社の大同電力にもかかわり、1919年（大正8年）11月から1931年12月まで同社監査役を務めた。

## 家族
- 実父・宇治橋瀬八 ‐ 伊那朝日村平出の名主[6]
- 養父・渡邊忻三
- 妻・よし（俶江、1867年生） ‐ 忻三長女
- 長女・くに（1884年生） ‐ 肥田籌一郎の妻（離婚）。籌一郎は肥田浜五郎の長男
- 二女・久江（1889年生）
- 三女・晴江（1893年生） ‐ 学習院女学部卒。農学博士・本間賢介（久須美秀三郎二男）の妻。二男は夫の兄久須美東馬の養子となり、久須美康馬として久須美家を継ぐ。
- 四女・幸枝（1895年生） ‐ 法学士・福井栄一の妻
- 二男・哲二（1896年生） ‐ 東京帝国大学法学部卒。妻・広の父は三菱製鉄会長・原田鎮治、広の母方伯父に中島永元。
- 三男・渡辺茂蔵（1898年生） ‐ 高級自動車株式会社取締役。ハーバード大学留学。妻ノーラはカナダ人[7][8]。
- 四男・渡辺慶三（1899年生） ‐ 愛宕山鉄道取締役。慶応義塾大学部理財科卒。1925年に姉くにの養子となる。岳父に豊国火災保険や京阪電気鉄道などの重役を務めた株屋の浜崎健吉[9]。
- 朝比奈隆（1908年生） ‐ 愛人との間に生まれ、部下の家に引き取られ、のち指揮者となった[10]。